# Adolph Goldberg

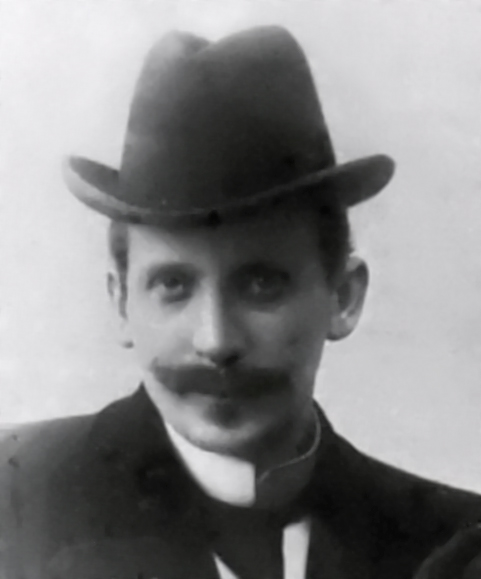
Adolph Goldberg (um 1901)

Adolph Goldberg, auch Adolf Goldberg, (* 13. Februar 1860 in Soltau; † 10. November 1938 in Burgdamm) war ein deutscher Arzt in Bremen und ein jüdisches NS-Opfer.

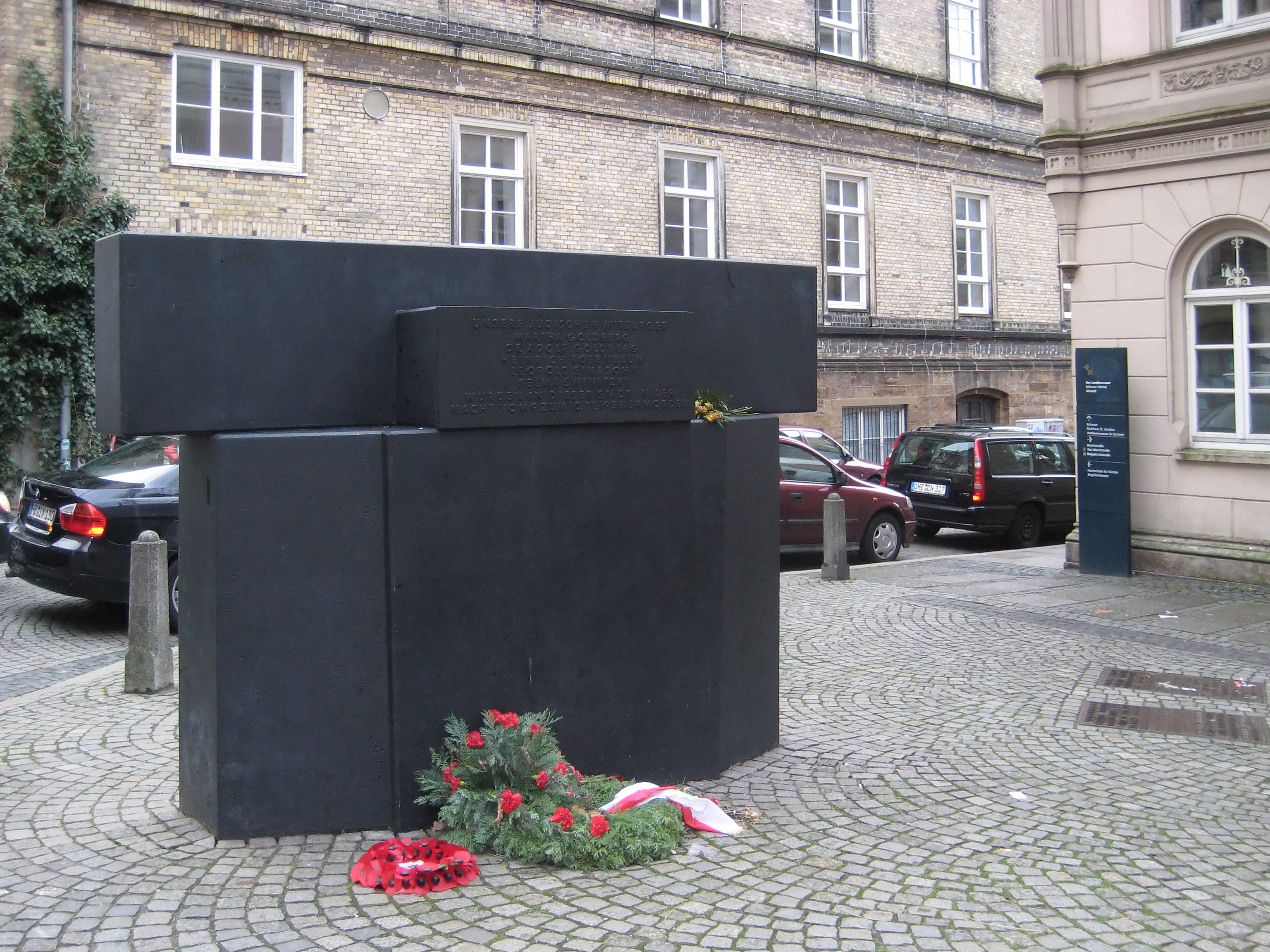
Mahnmal für die Opfer

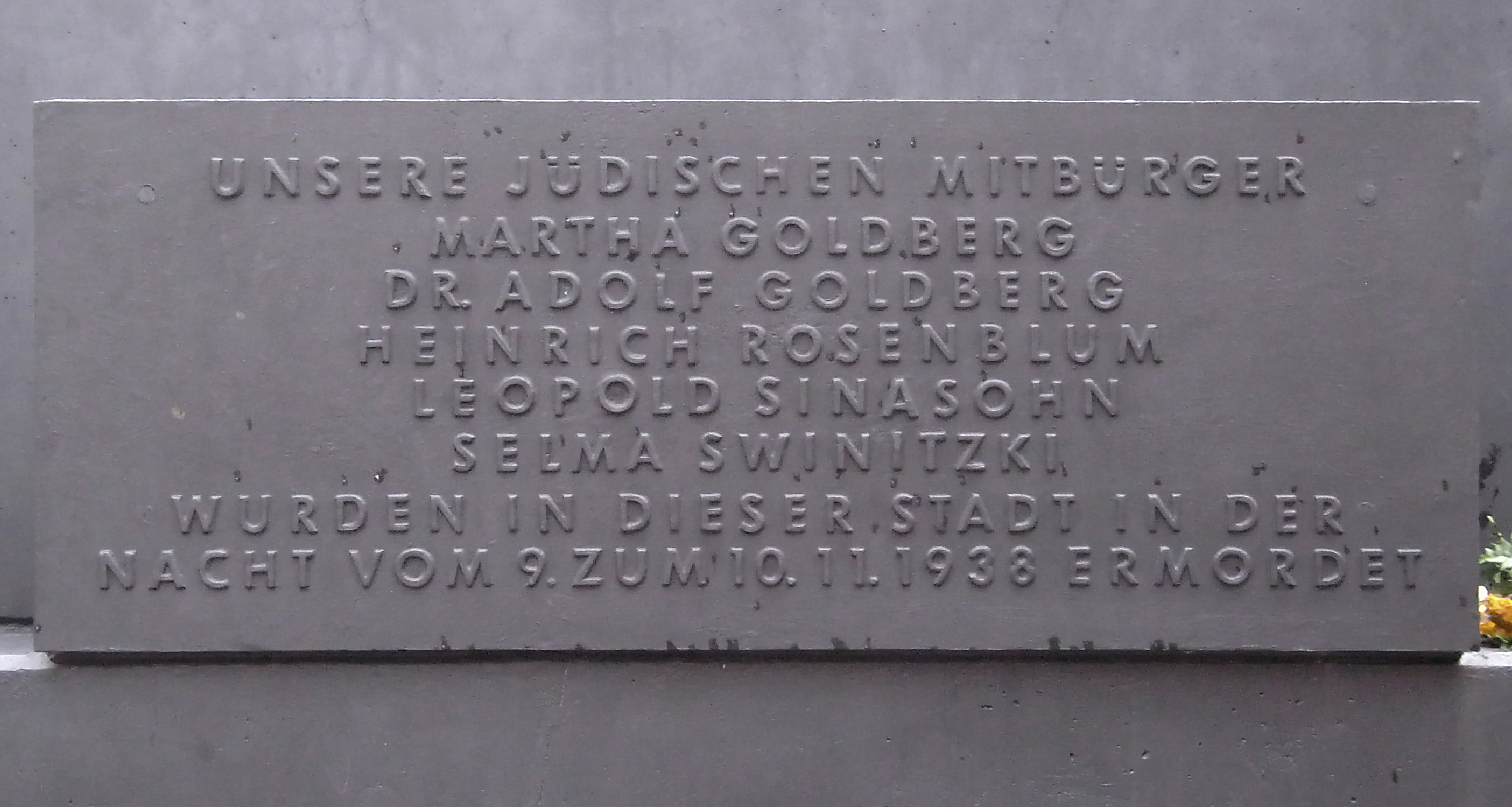
Schrifttafel an dem Mahnmal

## Leben

### Ausbildung und Beruf
Goldberg war der Sohn eines Kaufmanns. Er wuchs in Burgdamm auf und besuchte die Realschule in Vegesack. Er studierte Naturwissenschaften und dann Medizin an der Universität Göttingen und promovierte zum Dr. med. 1888 ließ er sich als allgemeiner Mediziner und Geburtshelfer in einer Praxis in der Bahnhofstraße Nr. 144 (heute Bremerhavener Heerstraße Nr. 18) in Burgdamm nieder. 1895 heiratete er Martha Sussmann, die Tochter eines wohlhabenden Kaufmanns aus Schwerin. Martha Goldberg arbeitete seitdem als Sprechstundenhilfe, Sekretärin und Buchhalterin für die Praxis. Beide hatten drei Kinder, die Ende der 1890er-Jahre zur Welt kamen. Das Ehepaar unterstützte Menschen in ihrer Umgebung, die in soziale Not geraten waren. Goldberg wurde 1918 Sanitätsrat. Er soll ein humorvoller und sozial eingestellter Arzt gewesen sein, der in der Bevölkerung auch als „Armenarzt“ bekannt war.

### Nationalsozialismus und Reichspogromnacht
In der Zeit des Nationalsozialismus in Bremen wurden die Goldbergs als Juden diskriminiert und verfolgt. Das wohlhabende Ehepaar, welches bis 1933 vielfältige gesellschaftliche Kontakte unterhielt, lebte nun vereinsamt. 1938 verlor  Goldberg gemäß der „Vierten Verordnung zum Reichsbürgergesetz“ seine ärztliche Approbation und musste seine Arztpraxis schließen.
Bei den Novemberpogrome 1938 wurde das Ehepaar Goldberg ermordet. Nachdem auch in Bremen der Bremer Bürgermeister und Führer der Bremer SA-Gruppe Heinrich Böhmcker von München aus für Bremen eine Terroraktion gegen Juden ausgelöst hatte, erteilte der Lesumer SA-Befehlshaber Hauptsturmführer und kaufmännische Angestellte Fritz Köster die Befehle zur Erschießung des Ehepaars. Mörder war der SA-Oberscharführer und Ingenieur August Frühling, der das Ehepaar am Morgen des 10. November 1938 um fünf Uhr erschossen hat.
Martha und Adolph Goldberg wurden auf dem jüdischen Friedhof in Ritterhude beerdigt.
Nach dem Zweiten Weltkrieg wurde Köster zu lebenslangem und im Revisionsverfahren 1948 zu 15 Jahren Zuchthaus und Frühling zu zehn Jahren Zuchthaus verurteilt. Frühling wurde 1951 und Köster 1953 aus der Haft entlassen.

## Gedenken
- 1982 wurde vor dem Landherrnamt das Mahnmal für die Opfer der „Reichskristallnacht“ aufgestellt, das an Martha und Adolph Goldberg und die übrigen drei jüdischen Opfer der Reichspogromnacht in Bremen erinnert. Die Fraktionen der Bremischen Bürgerschaft und die jüdische Gemeinde erinnern jährlich am 10. November in einer Gedenkstunde am Mahnmal an das Ereignis und deren Opfer.
- Der Goldbergplatz an der Bremerhavener Heerstraße in Burgdamm wurde nach dem Ehepaar benannt.
- Auf dem Goldbergplatz wurde 1985 ein Gedenkstein zur Erinnerung an die Ermordung des Ehepaars aufgestellt. Hier  finden jährlich am 10. November Gedenkstunden statt.
- Am 10. November 2005 verlegte der Kölner Künstler Gunter Demnig in Burgdamm im Bürgersteig vor dem früheren Haus der Goldbergs zwei Stolpersteine zum Gedenken an das Ehepaar.[2]